# Tripes à la mode de Caen

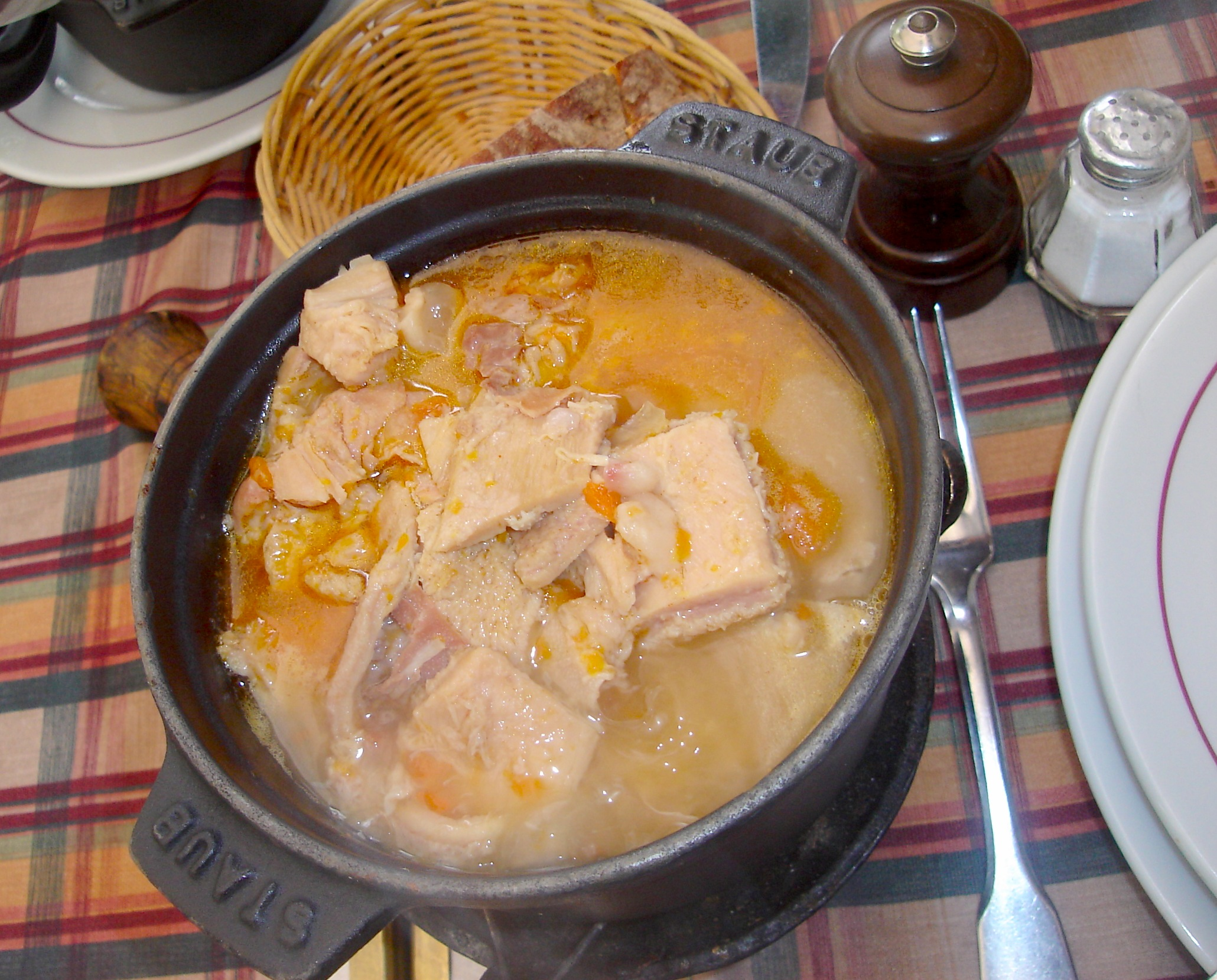
Tripes à la mode de Caen.

Les tripes à la mode de Caen sont une préparation culinaire normande réalisée avec les quatre parties de l'estomac d'un ruminant (panse, feuillet, bonnet et la caillette) et un pied de bœuf.

## Historique
L’origine des tripes remonte au Moyen Âge où elles comblaient déjà Guillaume le Conquérant, au XIe siècle, qui se délectait de ce plat très riche en les accompagnant d’un jus de pommes de Normandie. On attribue la paternité des « tripes à la mode de Caen » à son cuisinier, le moine Sidoine Benoît de l’abbaye aux Hommes de Caen où il aurait inventé la recette. Las de perdre la cinquième partie du bœuf, il se mit à cuisiner les estomacs du bœuf auxquels il ajouta les pieds du bœuf et des condiments aromatiques. Cette recette de base est encore celle suivie de nos jours à l’exception du fait que ce moine ajoutait les graissons de deux rognons de bœuf. Les besoins énergétiques de l’époque étaient différents de ceux d’aujourd’hui. Même si les tripailles sont connues depuis l’Antiquité dans de nombreux pays dans le monde, les tripes à la mode de Caen se distinguent grâce à l’originalité de leur goût et la finesse de leur saveur [passage promotionnel].
Le plat n’était certes pas exactement celui que l’on goûte aujourd’hui, mais il était déjà composé de plusieurs parties d’un bœuf ou d’un veau. Très consistant et savoureux, le plat devint rapidement populaire. Dès le XIIIe siècle, des confréries de tripiers se développèrent. La « légende dorée » de l’invention de Sidoine Benoît se répandit, et Rabelais l’évoqua dans son roman Gargantua. 
Il faut toutefois attendre le XIXe siècle pour que cette recette des tripes à la mode de Caen soit remise à l’honneur par une dénommée Madame Bernard qui lui redonne ses lettres de noblesse. En effet, la recette que l’on connaît aujourd’hui serait, selon deux coupures de presse datées de 1951, l’œuvre d’une certaine Marie Bernard, née à Caen en 1851.
Grâce à l’attrait national pour l’agriculture et le folklore régional, le plat s’impose comme image d’Épinal de la cuisine normande, et se répand largement en France grâce aux foires et marchés urbains. Étonnamment, dans les premiers temps du XXe siècle la notoriété du mets s’éteint quelque peu. Il faut attendre le lendemain de la Seconde Guerre mondiale pour que la spécialité culinaire normande redevienne très populaire. 
C'est un Normand, Christian Pharamond, qui rend célèbre la recette en installant à Paris un restaurant à son nom, le Pharamond.
Les tripes se préparent dans un récipient en terre conçu à cet usage, la « tripière » dont le couvercle est luté, c'est-à-dire fermé hermétiquement avec un cordon de pâte, durant la très longue cuisson.
Depuis 1951, il existe une confrérie consacrée à la dégustation et à la promotion des tripes à la mode de Caen : le Grand Ordre de la Tripière d'or,.

## Ingrédients
La recette traditionnelle comprend les 4 estomacs d'une vache ou bœuf : de la panse, du feuillet, du bonnet, de la caillette (ou franche mule), un pied de bœuf qui épaissit la sauce. L'assaisonnement est fait de carottes, d'oignon, bouquet garni, du poireau, d'eau, de sel, de poivre, de clou de girofle. La cuisson dure une vingtaine d'heures.

## Poésie
La recette des tripes à la mode de Caen a été mise en poésie par Jean Le Hir, fondateur de la confrérie de gastronomie normande La Tripière d'or.